# Politiemedaille voor het Gouden Jubileum van Koningin Victoria
De Politiemedaille voor het Gouden Jubileum van Koningin Victoria, (Engels: "Queen Victoria's Golden Jubilee Police Medal"), werd in 1887 ingesteld. Naast de zilveren Medaille voor het Gouden Jubileum van Koningin Victoria voor de koninklijke familie, de gasten en de hofhouding werd een bronzen medaille voor de politie ingesteld. Duizenden politieagenten uit het hele koninkrijk moesten die dag in Londen de orde bewaren tijdens de parade en de grote rijtoer door de stad. 
De ronde bronzen medaille werd aan een blauw ("garterblue") zijden lint met twee brede witte strepen op de linkerborst gedragen. Als bevestiging was een bronzen gesp aan het lint vastgemaakt.
Tien jaar later volgde een Medaille voor het Diamanten Jubileum van Koningin Victoria. Diegenen die de Politiemedaille voor het Gouden Jubileum van Koningin Victoria al bezaten ontvingen geen tweede jubileummedaille. In plaats daarvan kregen zij een rechthoekige bronzen gesp, de "Diamond Jubilee Bar",  die op het lint van de medaille uit 1887 werd geschoven.